# Trilogia Qatsi
A Trilogia Qatsi é o nome informal dado à série de três filmes produzidos por Godfrey Reggio, com trilha sonora de Philip Glass. Os títulos dos filmes são palavras da língua hopi, onde a palavra "qatsi" significa "vida".
- "Koyaanisqatsi: Life out of balance" (1983)
- "Powaqqatsi: Life in transformation" (1988)
- "Naqoyqatsi: Life as war" (2002)